# 福音宣教教会

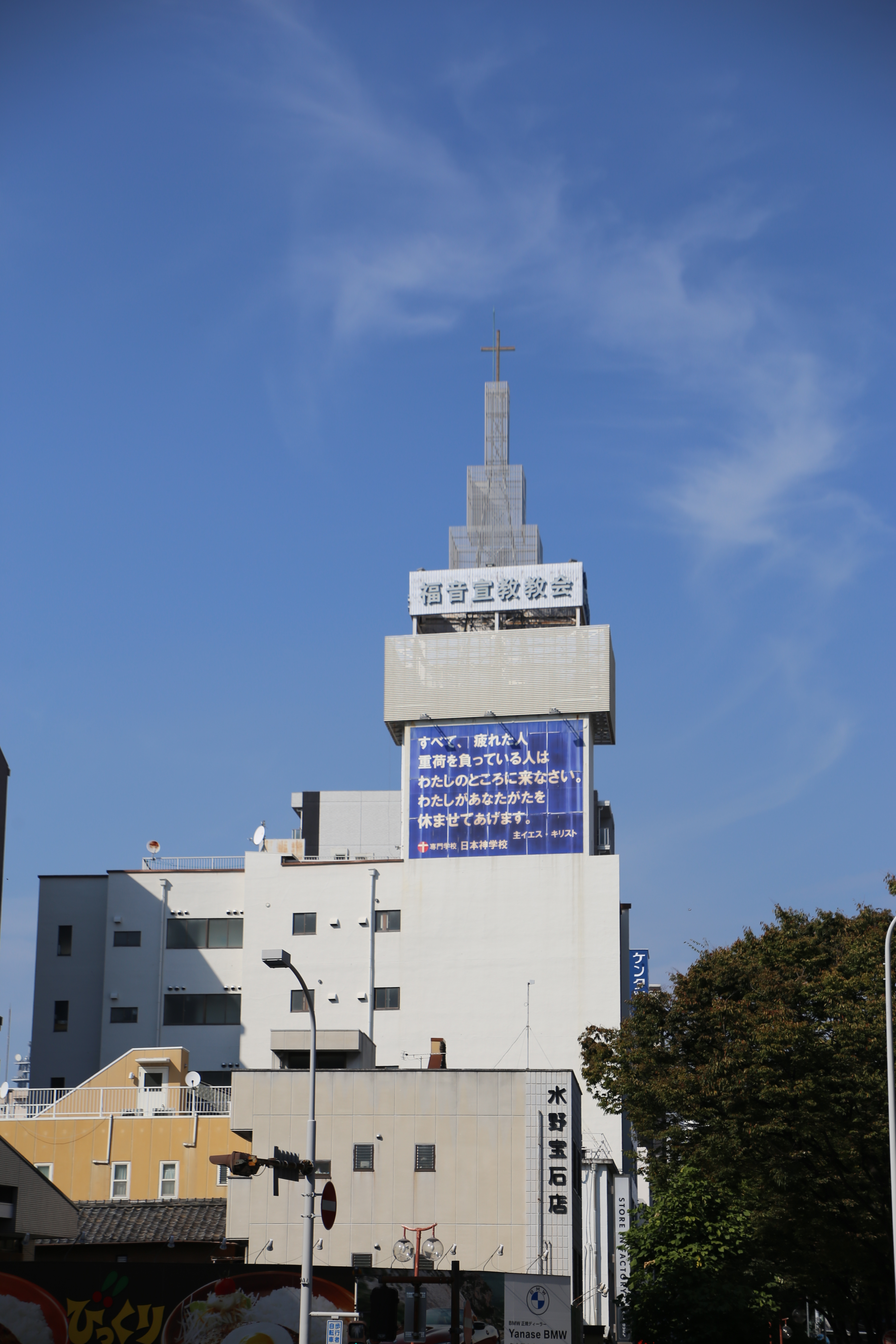
福音宣教教会（2024年10月）

福音宣教教会（ふくいんせんきょうきょうかい）は、聖書信仰に基づく、正統なプロテスタント教会であり文化庁にキリスト教会として登録されている教会である。
また、名古屋市認可キリスト保育園と名古屋市認可きりかぶ保育室を運営している。
また、学校法人レムナント学園日本神学校および東日本神学校と提携している。
※カルト（新興宗教）であるキリスト教福音宣教会（摂理,JMS）、神様の教会世界福音宣教協会、旧統一教会(世界平和統一家庭連合)、エホバの証人とは一切関係がない。

## 所在地
- 〒460-0008 愛知県名古屋市中区栄5-23-8